# S.T.A.L.K.E.R.: Clear Sky
S.T.A.L.K.E.R.: Clear Sky è un videogioco di tipo sparatutto in prima persona a tema post-apocalittico e con elementi di un survival horror, esclusivamente per Microsoft Windows.
Seguito di S.T.A.L.K.E.R.: Shadow of Chernobyl, con il quale condivide trama ed ambientazione, il gioco è ambientato in uno scenario futuristico che si colloca però anteriormente al predecessore, motivo per cui ne risulta essere un sequel cronologico per data di pubblicazione e prequel per la fabula dei titoli.
Il prodotto è stato sviluppato dalla software house ucraina GSC Game World, ed è stato pubblicato il 6 settembre 2008 contemporaneamente in tutto il mondo attraverso il servizio di digital delivering Steam di Valve Software, mentre la vendita tradizionale ha avuto date disomogenee. In Italia il titolo ha raggiunto gli scaffali soltanto il 18 settembre, ritardo dovuto a motivi di localizzazione. Alcuni paesi dell'est europeo invece, hanno goduto di una data anticipata: il 22 agosto.
Il sottotitolo Clear Sky è il nome della fazione con cui il giocatore è sempre alleato ed è traducibile come cielo pulito, da intendersi nel suo significato figurato.

## Trama
Gli avvenimenti di Clear Sky si collocano un anno prima di Shadow of Chernobyl, quindi nel 2011. A differenza del precedente, in questo titolo i mutanti e le emissioni sono meno frequenti, e la lotta tra le varie fazioni è più pronunciata e costituisce la principale condizione del mondo di gioco, ad esclusione degli avvenimenti della trama principale.
Il giocatore interpreta lo stalker veterano Scar (lo Sfregiato), che viene rinvenuto ferito e privo di sensi dopo una forte emissione (un'ondata improvvisa e letale di una non specificata energia), avvenuta mentre guidava un gruppo di scienziati attraverso la Zona (l'area di 30 km circostante la centrale oggetto del disastro di Černobyl'). Scar, l'unico a sopravvivere, viene tratto in salvo dalla Clear Sky, una fazione segreta indipendente operante nella Zona, dedicata alla ricerca ed allo studio di queste aree, nel tentativo di comprendere meglio i fenomeni che sovente vi si manifestano. Non è noto come Scar sia sopravvissuto alle emissioni, ma il medico del posto nota subito un danno al suo sistema nervoso centrale ed altri sottili cambiamenti fisiologici.

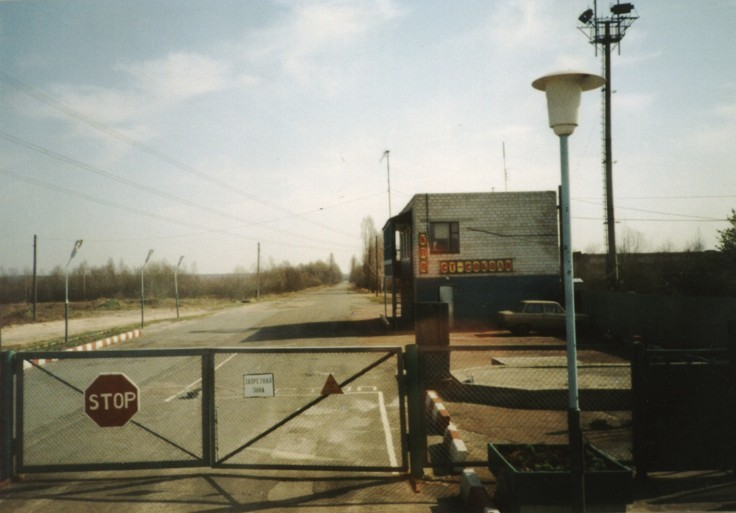
Una foto dell'ingresso sorvegliato della zona di alienazione, luogo dal quale li sviluppatori hanno preso spunto per le ambientazioni del titolo

La natura di questi cambiamenti diventa chiara a breve. Un gruppo di stalker è sotto attacco da parte di dei mutanti (animali od umani mutati dalle radiazioni), e Lebedev, il capo della fazione Clear Sky, chiede allo Sfregiato di cercarli ed aiutarli. Durante il tentativo di salvataggio avviene improvvisamente un'altra emissione, impedendo a Scar e agli stalker di cercare riparo. Ancora una volta lo Sfregiato è l'unico sopravvissuto, che recupera i sensi poco dopo l'emissione. Lebedev è piuttosto stupito e ritiene che Scar abbia acquisito una certa "insolita capacità" che gli permette di navigare e sopravvivere alle anomalie e quindi di poter raggiungere parti della Zona che normalmente ucciderebbero qualsiasi uomo comune.
Lebedev comincia a pensare che la Zona sia stata oggetto di un drammatico aumento delle emissioni, provenienti dalla centrale nucleare di Černobyl', nel centro della Zona. Le emissioni consisterebbero in una sorta di "risposta immunitaria" ad una forza esterna che la Zona percepisce come una minaccia. Lebedev ritiene che questa forza esterna possa consistere in un gruppo di stalker che sono riusciti a raggiungere il centro della Zona, cosa mai accaduta prima. Per questo Levedev ha il timore che la reazione della Zona possa causare la distruzione di tutto. Scar viene così invitato a cercare questo gruppo e fermarlo a tutti i costi.
Lo Sfregiato è inviato al Cordon, un'area vicino ai confini della Zona, con poche anomalie, ma tenuta in parte sotto controllo dall'esercito (nemico degli stalker), per ottenere ulteriori informazioni sul gruppo di stalker. Il commerciante Sidorovich è in grado di identificare il gruppo, a detta di lui costituito da quattro membri quali Fang, Ghost, Doc e Strelok; in cambio di un favore Sidorovich aiuta Scar indicandogli dove poter trovare Fang. Scar si mette sulle sue tracce, con l'appoggio di altri personaggi, seguendo un sentiero che lo porta ad interagire con le varie fazioni di stalker nelle diverse aree della zona. Incontra sia il capo della fazione Freedom (che mira alla tutela ed alla libertà della Zona), sia della fazione Duty (una fazione che si propone di distruggere la Zona perché pericolo per il mondo, eterna rivale della Freedom), oltre che membri degli Stalker Liberi e dei banditi (predoni e truffatori che sfruttano la zona semplicemente per il proprio illecito guadagno). Alla fine, Scar giunge a Yantar, un sito di ricerca scientifica, dove apprende da uno scienziato che Strelok ha appena ottenuto un prototipo di tuta a schermatura psionica che dovrebbe proteggerlo dagli effetti dannosi del Bruciacervella, effetto nocivo alla mente presente nei dintorni di Chernobyl.
Scar riesce a raggiungere Strelok nella Foresta Rossa, il quale però fugge in una galleria che porta verso Chernobyl, che crollerà dopo il passaggio di quest'ultimo a causa di un'esplosione. Con l'aiuto di alcuni mercenari (che il personaggio ha precedentemente aiutato) e la fazione Clear Sky, Scar prende il controllo di un ponte levatoio vicino a Limansk, prima tenuto sotto controllo dai banditi, che consente un percorso alternativo verso Chernobyl. L'attraversamento di Limansk è ostacolato dai banditi, dai militari, e dalla fazione Monolith (un gruppo di stalker che adorano il centro della Zona ed attaccano chiunque vi si avvicini).
Dopo aver superato Limansk ed aver trovato un percorso alternativo attraverso le rovine parzialmente sotterranee di un ospedale, Scar arriva a Chernobyl con Lebedev e gli altri membri di Clear Sky. Strelok è già arrivato e sta raggiungendo il sarcofago che circonda il reattore numero quattro della centrale. Mentre Clear Sky ingagga una battaglia con le forze Monolith, Lebedev fornisce a Scar un prototipo di fucile EM1, una potente arma elettromagnetica a lungo raggio, e gli insegna ad usarla per disabilitare la protezione psionica di Strelok. Nonostante la resistenza dei membri della Monolith, lo Sfregiato riesce comunque ad avere successo. Eliminata la minaccia, Lebedev prevede che la Zona diminuisca la sua attività, ma invece accade il contrario: iniziano a verificarsi potenti emissioni e radiazioni ed a comparire pericolose anomalie, che travolgono tutti nelle immediate vicinanze.
Il video finale mostra Strelok svegliarsi in un corridoio poco illuminato pieno di stalker in uno stato semi-comatoso seduti o sdraiati contro le pareti. Ogni stalker è di fronte ad un display, che mostra una serie di immagini criptiche, parte del processo di lavaggio del cervello. Anche Strelok è in fase di lavaggio del cervello. La vista si sposta quindi sul braccio destro di Strelok, che è stato tatuato con la sigla STALKER (caratteristica del protagonista di Shadow of Chernobyl).

## Modalità di gioco

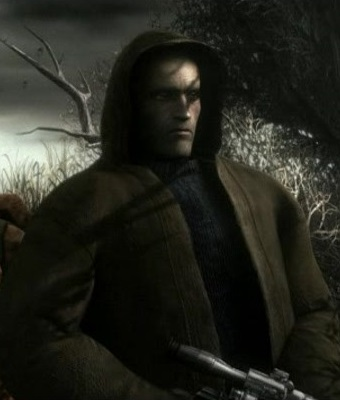
Scar lo Sfregiato, personaggio interpretato dal giocatore, in un video del gioco

Questo videogioco unisce elementi tipici dei survival horror - munizioni scarse e non immediatamente reperibili, atmosfera spaventosa con mostri pericolosi - degli sparatutto in prima persona - mira non assistita con una prospettiva in prima persona, ausilio del mirino metallico od ottico, uso di kit medici - e dei giochi di ruolo - gestione dell'inventario a peso massimo limitato, compravendita a denaro, missioni principali e secondarie dinamiche, interazione e dialoghi a risposta multipla con i personaggi, armature e difesa con vari valori consultabili - andando quindi a costituire un titolo multigenere.
Il personaggio può aggirarsi quasi liberamente tra diverse mega-aree del gioco (Paludi, Cordon, Discarica, Valle oscura, Agroprom, Yantar, Foresta Rossa, Depositi Militari, Limansk, Centrale Nucleare) connesse tramite dei passaggi che necessitano il caricamento della nuova area.
Come nel precedente capitolo, le armi e l'equipaggiamento sono reperibili dai commercianti, dai cadaveri dei nemici, nei vari accampamenti alleati o nemici ed in alcuni particolari nascondigli posti nelle mappe. Le armi sono nella maggior parte riproduzioni di pezzi realmente esistenti, come ad esempio la Makarov, il Dragunov l'RPG-7; esistono più tipi di munizioni utilizzabili con le armi relative. Oltre ai vari equipaggiamenti, il personaggio può cercare i cosiddetti "manufatti": oggetti che forniscono dei particolari effetti se applicati alla corazza negli slot previsti. Questi ultimi oggetti speciali dalla forma bizzarra possono ad esempio aumentare la resistenza alla radiazioni, od al contrario irradiare il portatore donando allo stesso tempo una resistenza al calore od all'elettricità; in Clear Sky ne sono reperibili 24, molti dei quali già presenti in Shadow of Chernobyl. La ricerca avviene tramite un apposito "rilevatore" che se equipaggiato rileva la posizione su un display dell'oggetto. I manufatti possono essere trovati in punti generici della mappa (raramente), oppure in prossimità di un'anomalia, cosa che rende più rischiosa e difficile la ricerca.
L'aggiunta più significativa dopo Shadow of Chernobyl è il sistema delle guerre tra fazioni. Diverse fazioni lottano per il controllo del territorio, attaccando per guadagnare terreno e difendendosi per tenerlo. Il giocatore sarà in grado di unirsi ed aiutare le fazioni nelle loro battaglie potendo scegliere a sua discrezione quale appoggiare. Quanto più forte diventa una fazione, tanto l'attrezzatura reperibile dai loro commercianti diventa migliore, come quella usata dai membri della fazione. Il personaggio è un mercenario, e può fare le missioni per ogni fazione o rimanere completamente neutrale senza interrompere la storyline principale.
Lo Sfregiato è sempre alleato con Clear Sky, e il suo obiettivo finale è quello di sconfiggere Strelok, ma si può combattere od allearsi con una delle quattro altre fazioni nella Zona (stalker liberi, Freedom, Duty, banditi). La fazione dei rinnegati, la Monolith, l'esercito o gli scienziati sono invece fazioni a cui il giocatore non può unirsi.
Altri progressi di questo titolo includono un'approfondita personalizzazione del sistema d'arma, con la possibilità di riparare armi e corazze danneggiate, oltre che potenziarle a pagamento od installarci lancia-granate, silenziatori e mirini. Le anomalie sono più difficili da notare e ora contengono i manufatti del gioco, che richiedono un rivelatore per l'individuazione. Ai PNG viene data la possibilità di utilizzare bombe a mano, sparare sotto copertura ed usare dinamicamente varie tecniche d'attacco e difesa. Sono presenti delle guide che possono portare istantaneamente il giocatore in alcune aree dietro pagamento. Le emissioni si verificano periodicamente, richiedendo al giocatore di ripararsi in un edificio indicato dal PDA. Se non adeguatamente protetto, il giocatore può morire.

### Multiplayer
La modalità multigiocatore è completamente staccata dalla trama, si svolge nelle 10 mappe del gioco e prevede fino a 32 giocatori. La connessione può avvenire tramite LAN o internet. Sono previste due squadre: stalker e mercenari, a seconda della scelta sono previsti distinti equipaggiamenti disponibili.
Le competizioni multiplayer sono di tre tipi:
- Artefact Hunt - l'obiettivo è quello di recuperare il maggior numero di volte un tipo di artefatto che compare semi-casualmente nella mappa. I giocatori, divisi in due squadre, si aggirano per lo scenario ostacolati nella ricerca dalla fazione avversaria;
- Death Match - classica modalità tutti contro tutti. L'obiettivo è quello di eseguire più uccisioni possibile nel limite di tempo previsto. Il vincitore è il giocatore che ha totalizzato il maggior numero di nemici abbattuti.
- Team Death Match - come Death Match, ma diviso in squadre. Vince la squadra che totalizza più uccisioni entro il limite di tempo.

## X-Ray 1.5 Engine

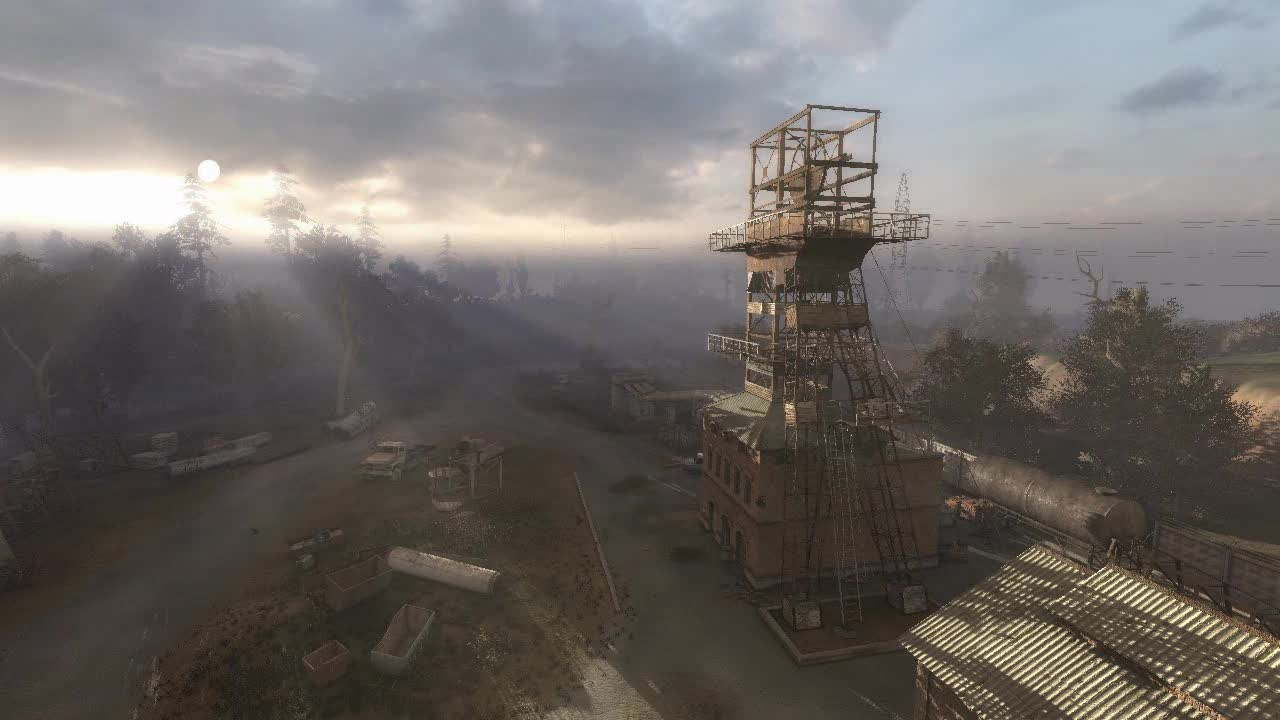
Una scena del gameplay, nella quale è possibile notare sia il peculiare ambiente contaminato (la zona della Foresta Rossa), sia gli effetti volumetrici del motore grafico X-Ray 1.5

I progressi realizzati nella versione 1.5 del motore grafico X-Ray includono la luce volumetrica, il fumo dinamico volumetrico, la volumetria completa di fuoco ed acqua, la dinamicità delle superfici bagnate (con l'acqua che cola ai lati delle superfici), la profondità di campo sfocata, il supporto DirectX 10 e lo Screen Space Ambient Occlusion (SSAO). Il ciclo completo della giornata dì/notte è migliorato assieme agli effetti meteorologici.
Nonostante questo, il gioco ha mantenuto gli stessi requisiti minimi di sistema posseduti da Shadow of Chernobyl, ed è scalabile a sufficienza per girare su hardware obsoleto con DirectX 8. Il rinnovamento del motore grafico ha permesso di migliorare le prestazioni. La versione 1.5.03 del gioco supporta il Multisample anti-aliasing (MSAA) per DirectX 10, mentre la versione 1.5.06 ha aggiunto il supporto per DirectX 10.1.

## DRM
Stalker: Clear Sky usa il software Tagès per la protezione anticopia Digital rights management (DRM). A causa di questo alcune versioni in vendita possiedono un numero di installazioni limitato a 5.

## Accoglienza
Subito dopo l'uscita del gioco, ci sono state numerose lamentele da parte dei gameplayer per l'alto numero di errori e la conseguente difficoltà del gioco. Nei forum di supporto, moltissimi utenti hanno espresso il loro disappunto per queste condizioni. Con l'uscita della patch 1.5, molti dei problemi in oggetto delle osservazioni mosse sono stati risolti.
Altre lamentele sono state mosse per i requisiti di sistema richiesti. La configurazione ottimale non sempre forniva un settaggio adeguato della qualità concessa dal motore grafico ed anche con sistemi potenti (del 2008) era spesso impossibile porre le impostazioni al massimo, a meno di possedere hardware molto costoso.
Ci sono anche state critiche sulla scelta dell'ambientazione: le peculiarità di survival horror ben spiccate nel primo capitolo sono state alquanto diminuite per far spazio ad un gioco più incentrato nella conquista e nella difesa di obiettivi con scontri a fuoco tra personaggi umani, cosa tipica dei giochi d'azione e mal gradita da parte dei giocatori di Shadow of Chernobyl.
Il miglioramento dell'intelligenza artificiale dei nemici è stata in parte criticata dai giocatori in quanto ora i personaggi sono in grado di lanciare granate in modo preciso verso il giocatore od i suoi alleati, costringendo questi ad uscire dal loro riparo. In varie sezioni del gioco, inoltre, la trama principale richiede di avanzare linearmente affrontando man mano i nemici che si incontrano, cosa tipica di alcuni sparatutto "a scorrimento", assente nel primo capitolo, novità non piaciuta ad alcuni giocatori attaccati agli approcci più liberi di Shadow of Chernobyl.
In ogni caso Clear Sky ha ricevuto un'accoglienza piuttosto positiva dalle recensioni del settore. PC Zone UK e Games Master UK hanno assegnato al titolo un punteggio di 88/100, mentre Edge Magazine ha assegnato 7/10, dicendo che il gioco «trasforma il meglio e il peggio dei giochi per PC in qualcosa di straordinario».
GamesTM ha dato al gioco un punteggio di 90/100 dichiarando: «Clear Sky ha successo soprattutto perché trasforma la fantasia in una cupa sorprendente esperienza del mondo reale».
PCGamer UK ha dato invece al prodotto un 68% sostenendo che esso fosse «La delusione dell'anno», criticando in particolare la maggior difficoltà ed affermando che l'atmosfera della Zona non era stata mantenuta come quella dell'originale Shadow of Chernobyl.
X-play's review è stata generalmente a sfavore del gioco, fornendo un 60% di valutazione e criticando gli ambienti noiosi, le glitch e la modalità di gioco antiquata.
Il sito GameSpot ha assegnato il punteggio di 7.0/10 criticando i numerosi difetti e bug ed augurandosi che la pach risolvesse i molti problemi. Nel "Best of 2008" di GameSpot il gioco è stato nominato solamente nella categoria "Miglior atmosfera" ma al di sotto del titolo Dead Space.
La testata giornalistica online Multiplayer.it ha il fornito il punteggio 8,2/10 dando queste conclusioni: «Il lavoro di raffinamento apportato dai ragazzi di GSC Games ha in parte stravolto alcune delle meccaniche alla base del gioco precedente, limando alcune criticità, portandone però alla luce altre, come la scarsità di artefatti o la difficoltà nel seguire tutte le missioni secondarie. Per il resto, questa nuova discesa negli inferi della Zona funziona alla perfezione, merito della grande atmosfera ma soprattutto dell'ottimo equilibrio raggiunto tra azione pura e dinamiche da gioco di ruolo».

## Edizioni limitate
In concomitanza con la versione standard sono state commercializzate versioni in edizione limitata del gioco.
- L'edizione russa limitata è venduta in una scatola più grande e contiene il disco del gioco, un disco bonus, una cravatta, una mappa in formato A2 della Zona, una pezza con il logo di una delle fazioni del gioco, una piastrina identificativa, una torcia personalizzata ed una pallina bianca chiamata "The Clear Sky Artifact" (trad. "Il manufatto di Clear Sky").[15]
- L'edizione limitata polacca, venduta in busta fatta come il kit medico del gioco, contiene il disco di gioco, la colonna sonora, una pezza con il logo di una delle fazioni del gioco, degli adesivi con i loghi, una piccola mappa della zona, una maglietta con il logo del gioco sul petto e la scritta "Сделано в Чернобыле"(trad. "Prodotto a Chernobyl") sul retro.[15]
- L'edizione limitata venduta nel resto del mondo, viene fornita in una scatola di metallo e contiene il disco del gioco, un disco bonus pieno di extra (come opere d'arte bonus, screen saver, video, una intervista in cinque parti con Oleg Yavorsky (direttore della GSC Game World) e la colonna sonora) e la mappa in formato A2 della Zona.[15][16]